# 富士電機ITソリューション
富士電機ITソリューション株式会社（ふじでんきアイティーソリューション、英文社名：Fuji Electric IT Solutions Co.,Ltd.）は富士電機総設(現在の富士古河E&C)と兄弟会社で、富士電機グループの一つで情報処理システムの保守・管理をする企業である。

## 主力製品・事業
- コンピューターおよびその周辺機器並びに通信機器の販売、リース、レンタル、保守サービス、点検、修理、通信機器据付工事
- コンピューターおよびその周辺機器並びに通信機器の部品、消耗品の販売
- 電気工事、電気通信工事の企画、設計、監理、施工および保守
- 情報ネットワークシステムの企画、開発、設計、販売、リース、保守、およびコンサルティング業務
- 情報処理システムに係るソフトウェアの開発と仕入販売並びにシステムの保守サービス
- 情報ネットワークシステムの管理、運営
- 情報システム事業全般に関する労働者派遣業務

## 主要事業所
- 本社 - 東京都千代田区外神田6-15-12
- 中部事業本部 - 名古屋市中区新栄1-5-8（広小路アクアプレイス）
- 西日本事業本部 - 大阪府大阪市北区大深町3-1（グランフロント大阪タワーB）
- 九州事業本部 - 福岡県福岡市博多区店屋町5-18（博多NSビル）

他、営業拠点が全国各地に所在する。

## 沿革
- 1976年 - 富士電機家電株式会社の設備工事部門が分離独立し、富士電機総合設備株式会社を設立
- 1982年 - 富士電機家電株式会社より営業譲渡を受け、情報事業に進出社名を富士電機総設株式会社と改称
- 2004年 - 富士電機総設株式会社の情報事業を新設分割の方法により会社分割し、富士電機ITソリューション株式会社設立
- 2011年 - 東京都中央区八丁堀より、東京都千代田区外神田へ本社を移転

## 主要関係会社

### 国内グループ企業
- 富士電機
- 富士通